# Buenavista (Agusan do Norte)
Buenavista é um município de  primeira classe de renda municipal (d) na província Agusan do Norte, nas Filipinas. De acordo com o censo de 1 de maio  de  2020 possui uma população de 68 892 pessoas e 16 512 domicílios. Faz parte do Segundo Distrito Eleitoral da província de Agusan do Norte situada na Região Administrativa de Caraga, também denominada Região XIII.

## Geografia
Município situado a oeste da província, banhado pelo Mar de Bohol, baía de Butuan e faz fronteira com a província de Misamis Oriental.
Seu termo termina ao norte com a mencionada baía e também com os municípios de Carmen e de Nasipit; ao sul com o município de Las Neves; ao este com a cidade de Butuan; e ao oeste com a Misamis, município de Gingoog.

### Barangays
O município de Buenavista divide-se, aos efeitos administrativos, em 25 barangays ou bairros, conforme à seguinte relação:
| - Abilan - Agong-ong - Alubijid - Guinabsan - Macalang - Malapong - Malpoc | - Manapa - Matabao - População 1 - População 2 - População 3 - População 4 | - População 5 - População 6 - População 7 - População 8 - População 9 - População 10 | - Rizal - Sacol - Sangay - Devasto-ao - Olave - Simbalan |  |

## História
No ano de 1877 estabelece-se um grupo de nómadas da etnia Manobos, em Língua inglesa Lumad peoples.
Inocentes Paler e Marcelo Dalaguida fundam em povo de Tortosa, famoso pela pescada tortuga de mar.
Chega uma nova onda de emigrantes: Valeriano Farol, Mateo Bustillo, Anecito Sánchez, Sabas Galinato, Macario Sánchez, Lucas Yonson, Demetrio Ontong, Lino Danuco, Vicente Ebarle, Nicanor Beltrán, Demetrio Mendoza, Teodoro Paculba, Marcelo Abad, Leon Manla, Marciano Bantolinao e Matias Micabalo.
Mais tarde, o nome de Tortosa muda-se pelo de Kihaw-an  em memória de um cervo branco, que apareceu morto no lugar e que era considerado sagrado pelos indígenas.
Este nome deriva do dialecto local Baho-um e literalmente significa cheirar, isto é, de onde vem o mau cheiro.
Adolfo Calo, natural de Butuan, junto com alguns nativos e espanhóis, atraídos pela abundante pesca,  visitaram o lugar.
Ao atingir a cume da colina apreciam a beleza do lugar exclamando Boa Vista,  o nome actual do município.
Atraídos pela abundância de peixes e as boas perspectivas para a agricultura, uma nova onda de imigrantes das áreas vizinhas continuaram indo a Buenavista.
Entre os anos 1897-1907, os seguintes colônos e as suas famílias sabe-se que se assentaram no lugar: Esteban Nakila, Francisco Beltrán, Bruno Boya, Alejandro Espallona, Leocadio Cabonce, Ceferino Sobrecaray, Pablom Sison, Isidro Montilla, Maximo Bangahon, Ireneo Ontong, Balbino Espanha, Mariano Makiling, Hilarión Espallona, Perfeito Bahia, Antonio Calou, Leon Magpatoc, Crisanto Hangayo, Ruperto Alaan, Crispin Balbucena e Jorge Aldac.
A princípios da segunda década do século XX, durante a ocupação estadounidense das Filipinas Buenavista foi declarado bairro regular do município de Butuan.
A 1 de janeiro de 1937 o bairro of Buenavista adquire a condição de município.